# WinShell
WinShell is een gratis teksteditor en IDE, speciaal ontworpen voor het maken van LaTeX-documenten. De gebruiker voert er de brontekst in, en het programma kan die brontekst omzetten naar PDF, DVI of PS.
WinShell bevat syntaxiskleuring. Zo worden commands als
```
\begin{document}
\end{document}
```

in het rood weergegeven. Dit is erg handig zodat men goed ziet dat elk begin-commando ook ergens moet eindigen. Daarnaast heeft WinShell spellingscontrole, een wizard voor tabellen, BibTeX en Unicode ondersteuning, en enkele werkbalken om snel bepaalde symbolen in te voegen.
WinShell lijkt erg op TeXnicCenter. Zo bevat TeXnicCenter ook de aangehaalde features voor het maken van LaTeX-documenten.